# Carlo VII di Svezia
Carlo VII (I) Sverkesson (1130 – Visingsö, 12 aprile 1167) fu re di Svezia dal 1161 al 1167.
Era figlio del re di Svezia Sverker I e della di lui prima moglie Ulvhild Håkonsdotter.

## Biografia
Quando nel 1156 il padre fu assassinato gli successe come sovrano dello Östergötland, ma non al trono di Svezia, in quanto fu eletto re Erik il Santo. Dopo la morte di Erik il Santo, il potere del regno fu usurpato dal principe danese Magnus Henriksen, con il quale Carlo fu sempre in lotta per soddisfare le sue legittime pretese al trono.

Nel 1161, nella battaglia di Örebro, Carlo VII sconfisse definitivamente Magnus Henriksen e, dopo essersi guadagnato anche l'elezione da parte dei nobili, si proclamò re di Svezia e re degli Östgötar (abitanti della provincia di Östergötland).

Durante il regno di Carlo VII fu fondato il primo arcivescovado di Svezia. Il re fece donazioni alle abbazie di Alvastra, Vreta e Nydala. Il primo documento scritto conservato in Svezia è datato ai tempi di Carlo VII.

Il suo regno fu caratterizzato dai conflitti con la dinastia della casato di Erik IX, il Santo, che ambiva al potere. Proprio questi conflitti provocarono la morte di Carlo VII, per mano di Canuto I, figlio di Erik IX detto il Santo, il 12 aprile del 1167.

## Matrimonio e discendenza
Carlo sposò nel 1163 Cristina Stigsdatter Hvide, figlia del nobiluomo danese Stig Tokesen († 1150), appartenente alla famiglia Hvide della Scania, e della principessa danese Margherita di Danimarca. Da Cristina Carlo ebbe:
- Sverker II (†1210), futuro re di Svezia.